# Croatoan (povestire)
„Croatoan” este o povestire a scriitorului american Harlan Ellison, publicată în 1975 în The Magazine of Fantasy & Science Fiction. A apărut în foileton în Strange Wine; de asemenea, o versiune ilustrată a apărut în revista Heavy Metal în 1978. 
Povestirea a câștigat un premiu Locus. Este folosită și ca exemplu de analiză de Stephen King în cartea Danse Macabre.

## Rezumat
Gabe este forțat de o iubită isterică să coboare în canalizarea orașului New York, în care tocmai și-a aruncat fătul avortat. Ajuns acolo, el descoperă că fetușii au populat canalele, călărind pe pui de crocodili eliminați similar, și cuvântul „Croatoan”, scris grosolan pe un perete de lângă intrarea în canalizare.

## Primire
„Croatoan” a primit în 1976 premiul Locus pentru cea mai bună povestire și a fost nominalizat la premiul Hugo din 1976 pentru cea mai bună povestire. 

## Teme și structură
Deși avortul figurează în complotul povestirii „Croatoan”, problemele legate de avort nu sunt temele centrale. În introducere, Ellison afirmă că povestirea nu este nici pro, nici împotriva avortului, ci mai degrabă o promovare a responsabilității personale (el continuă spunând că după ce a scris povestirea a făcut o vasectomie). Povestirea este bazată pe caracter, concentrându-se pe creșterea lui Gabe dincolo de plăcerile sexului și a relațiilor ocazionale, până la îmbrățișarea paternității și maturității. 
Criticul Joseph Patrouch comentează că tema căutării responsabilităților și maturității paternității care apar în această povestire completează tema recurentă a căutării unei figuri paterne care este prezentă în mare parte din opera lui Ellison.
Patrouch comentează, de asemenea, că structura povestirii evidențiază accentul pus pe caracter asupra acțiunilor. Trei flashback-uri distincte sunt folosite în momente diferite ale narațiunii pentru a dezvolta în continuare personajul lui Gabe. Dezvoltarea intrigii este guvernată mai degrabă de creșterea lui Gabe decât de evenimente externe.
Structura narativă neliniară este tipică stilului lui Ellison și este o caracteristică a mai multor dintre cele mai faimoase povestiri ale sale.